# Ieixivà de Radun
La Ieixivà de Radun (en hebreu: ישיבת ראדין) era una ieixivà que estava situada a Radun, Belarús, i va ser establerta pel Rabí Israel Meir Kegan (conegut com el Chofetz Chaim pel títol de la seva coneguda obra literària) en 1869. Degut al sobrenom del seu fundador, la institució és sovint coneguda com la Ieixivà Chofetz Chaim de Radun; els seus successors van adoptar oficialment aquest nom.

## Història

### Fundació de la ieixivà
En 1869, quan el Chofetz Chaim va tornar de Vashilyshok a Radun, la seva primera acció va ser establir un grup al que pogués difondre el coneixement de la Torà. La fundació de la ieixivà s'esmenta en una de les cartes del Chofetz Chaim:
"La fundació va començar quan vaig tornar de la ciutat de Vashilyshok, en l'any 1869. Després de la meva arribada a Radun, el Totpoderós va agitar el meu esperit per aplegar als joves estudiants i als erudits per a l'estudi de la Torà..."
Encara que en aquell moment Radun era pràcticament un poble aïllat, allunyat de les distraccions urbanes indesitjables i un lloc ideal per establir un lloc d'estudi de la Torà, les condicions de vida en aquell indret eren difícils. Això significava que les possibilitats d'aconseguir prou suport financer local per dirigir una institució gran i pròspera eren escasses. Això va portar als deixebles del Jafetz Jaim a enviar a alguns nens a altres ieixives, que també tenien millors instal·lacions, i a mantenir la matrícula limitada.
Els estudiants de les ieixives es conformaven amb dormir als bancs de la sala d'estudi, i se'ls anomenava perushim, perquè se separaven dels luxes mundans i es submergien a l'estudi de la Torà. Des del principi, els menjars no s'oferien a la ieixivà, i els estudiants eren assignats a diverses llars del llogaret on se'ls donava menjar.
Va ser quan el Chofetz Chaim va sentir que aquest sistema no era l'apropiat per als estudiants de la ieixivà, es va dedicar a organitzar una casa per a la recol·lecció d'aliments. El menjar recol·lectat seria distribuït entre els estudiants. Després d'un temps, l'esposa del Chofetz Chaim va obrir una cuina, i ella, juntament amb altres dones, recollia les provisions i cuinava el menjar que se servia als estudiants a l'edifici de la ieixivà.
La iexivà va romandre petita en nombre fins a 1883, quan el Chofetz Chaim va contractar al seu gendre, el Rabí Hersh Levinson com el seu ajudant per ajudar-lo a portar la càrrega de la ieixivà. Després del seu nomenament, la ieixivà es va expandir i les condicions van millorar.

### Segle XX
En 1900, el rabí Moixé Landynski, un alumne de la Ieixivà de Valojin, va ser nomenat director de la iexivà. En etapes posteriors, uns altres dos degans van ser nomenats: El Rabí Itzjak Maltzon, que finalment es va establir a la ciutat santa de Jerusalem, i el Rabí Baruj Ish Alaksot, qui més tard va esdevenir el cap de la Ieixivà de Slabodka. El Rabí Eliezer Lufet, també va servir com a supervisor per un curt període.
En 1904, després de l'afluència d'estudiants, la sala d'estudi local es va fer massa petita per acollir la ieixivà, i es va construir un nou edifici per acollir el col·legi. No obstant això, a mesura que van passar els anys, també ho va fer l'ingrés d'estudiants, i amb centenars d'alumnes, alguns es van veure obligats a estudiar a la sinagoga local. Aquest establiment no va ser afavorit per la facultat, que va decidir que es necessitava un nou edifici més gran, capaç d'acollir a tot l'alumnat. Així va ser com en 1912 es va enderrocar l'edifici original, per donar pas a un nou edifici prou gran com per acollir a tots els estudiants, que en aquell moment superaven els 300 alumnes.
El Chofetz Chaim va recaptar els 15.000 rubles necessaris per a la tasca, i la construcció es va acabar en 1913. L'edifici acabat no només incloïa una gran sala d'estudi, sinó també dormitoris, sales laterals per a diverses funcions, una sala mèdica, i una biblioteca, a on es guardaven milers de volums.
En 1904, el Rabí Naftoli Trop va ser convidat a acceptar el càrrec de director de la ieixivà (Roix Ieixivà). El seu nomenament va marcar el començament de l'era daurada de la ieixivà. Sota la seva direcció la ieixivà va créixer, i durant la dècada de 1920, va esdevenir una de les ieixives més grans d'Europa. Des de 1907 fins a 1910, el supervisor va ser el Rabí Yeruchom Levovitz, qui més tard es va unir a la Ieixivà Mir.

### Primera Guerra Mundial
Després de l'esclat de la Primera Guerra Mundial, i la guerra al front oriental entre l'Imperi alemany i l'Imperi Rus en 1914, el Chofetz Chaim es va preocupar per la potencial ocupació alemanya, i per l'efecte que això tindria en la ieixivà. També existia l'amenaça de que la ciutat es separés de Rússia, i per tant, de la seva font de finançament. En 1915, quan els russos es van retirar, i l'Exèrcit Imperial Alemany es va acostar a Radun, es va prendre la decisió de dividir la ieixivà en dues parts. Una part es va quedar a Radun, i la segona part es va moure cap a l'interior de Rússia. La majoria dels estudiants, incloent el Chofetz Chaim, el seu gendre i el Rabí Trop, van abandonar Radun, mentre que una minoria va romandre amb el rabí Moixé Landynski, i amb el supervisor, el rabí Yosef Leib Nendik.
La segona part de la ieixivà es va instal·lar a Smilovitz, a la Província de Minsk. En 1916, es va buscar un nou refugi, a mesura que la línia de batalla s'acostava, i la ieixivà es va traslladar a Rússia, a Shumyatz, a la Província de Moguilov, i després a Snovsk a la Província de Chernigov. L'Exèrcit Imperial Alemany, va ocupar Minsk al febrer de 1918. Va ser un període turbulent en el qual les autoritats van arrestar als estudiants, els quals van ser alliberats, només després de molt esforç i despeses. Amb l'ascens del comunisme, la situació no va millorar pas. Després que les autoritats soviètiques van fer impossible que la ieixivà sobrevisqués a Rússia, la iexivà va emigrar cap a Polònia, i cap a Radun. El retorn a Radun es va accelerar amb la mort del Rabí Hersh Leib Levinson en 1921, després d'una curta malaltia.

### Tornada a Radun
Després de trobar dificultats per obtenir un permís per viatjar i creuar la frontera cap a la nova Polònia independent, la ieixivà es va quedar a Minsk durant uns dos mesos. Quan finalment se'ls va concedir el permís, la ieixivà va arribar a Baranowitz, a on van romandre uns dies. En la primavera de 1921, la ieixivà va tornar a Radun. El rabí Moixé Landynski estava a l'estació de tren per saludar als nouvinguts. Va ser una ocasió alegre, no obstant això la seva alegria va durar poc. Quan van tornar a la ieixivà van trobar l'interior de l'edifici destruït i abandonat. Els alemanys havien confiscat l'edifici per fer-lo servir com un estable de cavalls i un magatzem de municions, la qual cosa va obligar els estudiants a ocupar la sala d'estudi local. Les finestres estaven destrossades, i els mobles no estaven. L'única opció era utilitzar l'edifici tal com estava, i començar els esforços per renovar-lo. Amb el temps, el retorn de la yeshivá a la seva llar, la va dotar d'una nova vida sota el lideratge tant del Rabí Naftoli Trop, com del rabí Moixé Landynski. El fill del Rabí Levinson, Yehoshua Levinson, i el seu gendre Eliezer Kaplan, van esdevenir els nous supervisors de la ieixivà.
Amb la defunció del Rabí Trop en 1928, la prominència de la ieixivà va disminuir lentament. Fins i tot amb el nomenament de dos joves directors, el Rabí Baruch Feivelson (el gendre de Trop), i el Rabí Mendel Zaks (el gendre del Chofetz Chaim), la ieixivà mai va recuperar plenament el seu famós estatus.
Després de la mort del Rabí Baruch Feivelson en 1933, el Rabí Mendel Zaks va esdevenir el nou director de la ieixivà. El Rabí Avraham Trop, també va donar unes conferències seguint l'estil del seu pare, que van ser molt populars entre els estudiants. La institució també va incloure un col·legi, que es va centrar en l'estudi de l'ordre Kodaixim de la Mixnà. El Rabí Elchonon Wasserman, i el Rabí Yosef Shlomo Kahaneman, estaven entre els rabins que van estudiar a la ieixivà.
Encara que el Chofetz Chaim i els seus descendents, rares vegades donaven conferències a la ieixivà, i mai ocupaven el lloc del Roix ieixivà (el director de la ieixivà), el Rabí Kegan era la força motriu de la ieixivà. Quan el rabí va morir en 1933, el finançament de l'acadèmia talmúdica va esdevenir un problema. El rabí Moixé Landynski es va veure obligat a viatjar fins a Londres, Regne Unit, per sol·licitar fons. El mateix Rabí Landynski, va morir uns anys més tard, en 1938, a l'edat de 77 anys.

### Segona Guerra Mundial
Amb l'esclat de la Segona Guerra Mundial, l'Exèrcit Roig va prendre Radun. La majoria de la ieixivà es va traslladar a Vílnius, Lituània, mentre que alguns es van quedar enrere a Radun, incloent al nebot polític del Chofetz Chaim, el Rabí Mordechai Dov Roitblatt, el Rabí Hillel Ginsburg, el cunyat de Eliezer Zev Kaplan, i el Rabí Avraham Trop. Quan les condicions a Vílnius es van amuntegar massa, la iexivà va decidir dividir-se en dos grups de nou, amb una meitat situada a Eishyshok sota el comandament de Yehoshua Levinson, i l'altra a Otian. Quan els soviètics van conquerir Lituània, la ieixivà va deixar de funcionar. Encara que es va fer un gran esforç perquè la ieixivà pogués escapar, només unes poques persones van poder aconseguir visats i van emigrar.

### Restabliment de la ieixivà als Estats Units
Després de la Segona Guerra Mundial, el Rabí Mendel Zaks va restablir la ieixivà als Estats Units. Més tard se li va unir el seu fill, el Rabí Gershon Zaks. El Rabí Gershon va ser un alumne del Rabí Yitzchak Zev Soloveitchik, el Rabí de Brisk. A principis de la dècada de 1960, la ieixivà es va traslladar a Tallman, Nova York (ara part de Suffen, Nova York). Després de la mort del Rabí Mendel Zaks en 1974, el seu fill el Rabí Gershon Zaks, va heretar la seva posició fins a la seva mort en 1990. Actualment, els descendents del Rabí Yisroel Mayer Zaks, i el Rabí Aryeh Zev Zaks, encapçalen la ieixivà. Hi ha una sucursal, anomenada Ieixivà Chofetz Chaim Kiryas Radin, que es troba a un campus a la rodalia de Monsey, Nova York.

### Restabliment de la ieixivà a Israel
El fill del rabí Moixé Landynski, es va establir a la localitat de Netanya, a Israel, a on també va establir una ieixivà en memòria de la Ieixivà de Radun. En l'any 2005, la nova ieixivà tenia una llista de 100 estudiants, amb unes edats entre els 17 i els 22 anys. L'actual director és el Rabí Menachem Dan Meisels, un estudiant del Rabí Baruj Mordechai Ezrachi. Els seus estudis estan basats en els ensenyaments de la Ieixivà de Slabodka.